# Sparkasse Mainz
Die Sparkasse Mainz war eine rheinland-pfälzische Sparkasse mit Sitz in Mainz. Zum 1. Januar 2022 fusionierte die Sparkasse mit der Sparkasse Worms-Alzey-Ried zur Rheinhessen Sparkasse. Juristischer Sitz der Rheinhessen Sparkasse wurde Mainz.

## Organisationsstruktur
Das Geschäftsgebiet der Sparkasse Mainz umfasste die kreisfreie Stadt Mainz inklusive der rechtsrheinischen Stadtteile Amöneburg, Kastel und Kostheim sowie den ehemaligen Landkreis Mainz. Damit war sie eine von nur acht Sparkassen in Deutschland, deren Geschäftsgebiet Ländergrenzen überschritt. Träger der Sparkasse war der Zweckverband Sparkasse Mainz, dem die Stadt Mainz und der Landkreis Mainz-Bingen angehörten. Rechtsgrundlagen waren das Sparkassengesetz für Rheinland-Pfalz und die Satzung der Sparkasse. Organe der Sparkasse waren der Verwaltungsrat und der Vorstand.

## Geschäftszahlen
Die Sparkasse Mainz wies im Geschäftsjahr 2020 eine Bilanzsumme von 2,85 Mrd. Euro aus und verfügte über Kundeneinlagen von 2,125 Mrd. Euro. Gemäß der Sparkassenrangliste 2020 lag sie nach Bilanzsumme auf Rang 159. Sie unterhielt 32 Filialen/Selbstbedienungsstandorte und beschäftigte 384 Mitarbeiter.

## Geschichte
Die ersten Bestrebungen zur Gründung einer Sparkasse in Mainz wurden durch den damaligen Landesherren Großherzog Ludwig von Hessen-Darmstadt gefördert. Die Sparkasse nahm schließlich am 19. Februar 1827 ihren Geschäftsbetrieb in einer provisorischen Geschäftsstelle in der Stadtverwaltung auf. Zu Beginn betrugen die Kundeneinlagen 2.000 Gulden, bis 1870 konnte die Grenze von einer Million Gulden überschritten werden. Dieses stetige Wachstum machte auch eine räumliche Ausdehnung vonnöten, sodass 1867 eigene Kassenräume in der Klarastraße und 1892 ein Neubau in der Flachsmarktstraße bezogen wurden.
Im Zweiten Weltkrieg waren von den Luftangriffen auf Mainz auch die Gebäude der Sparkasse unmittelbar betroffen, unter anderem wurde das Verwaltungsgebäude am Münsterplatz vollständig zerstört. Unmittelbar nach dem Krieg beteiligte sich die Sparkasse an der Versorgung der Zivilbevölkerung mit Lebensmitteln und lagerte -bis zur Verteilung- die begehrten CARE-Pakete in ihren Tresoren. Trotz der Angliederung der rechtsrheinischen Stadtteile an das neu entstandene Bundesland Hessen behielt die Stadtsparkasse ihre Filialen in Kastel und Kostheim.
Im Jahr 1973 fusionierten die Kreis- und die Stadtsparkasse zur heutigen Sparkasse Mainz. Notwendig wurde die Fusion vor allem wegen der vorangegangenen Kreisreform in Rheinland-Pfalz, nach der der Landkreis Mainz aufgelöst wurde. Die Hauptstelle am Münsterplatz wurde bis Anfang 1979 erweitert.